# Borodinó
Borodinó o Borodino (del ruso: Бородино́) es una localidad rural (un seló) del distrito de Mozhaisk, óblast de Moscú en Rusia. Situada a 12 kilómetros al oeste de la ciudad de Mozhaisk.
La villa es famosa por ser el lugar donde ocurrió la batalla de Borodinó (Бородинское сражение). El Museo y Reserva Estatal de Historia de la Batalla de Borodinó se encuentra ubicado sobre el campo de batalla. El área reservada es 109.7 km², el área de la zona protegida es de 645 km².
Durante la batalla de Moscú de 1941, el campo fue el lugar de un grave enfrentamiento entre las fuerzas soviéticas y alemanas.

## Galería

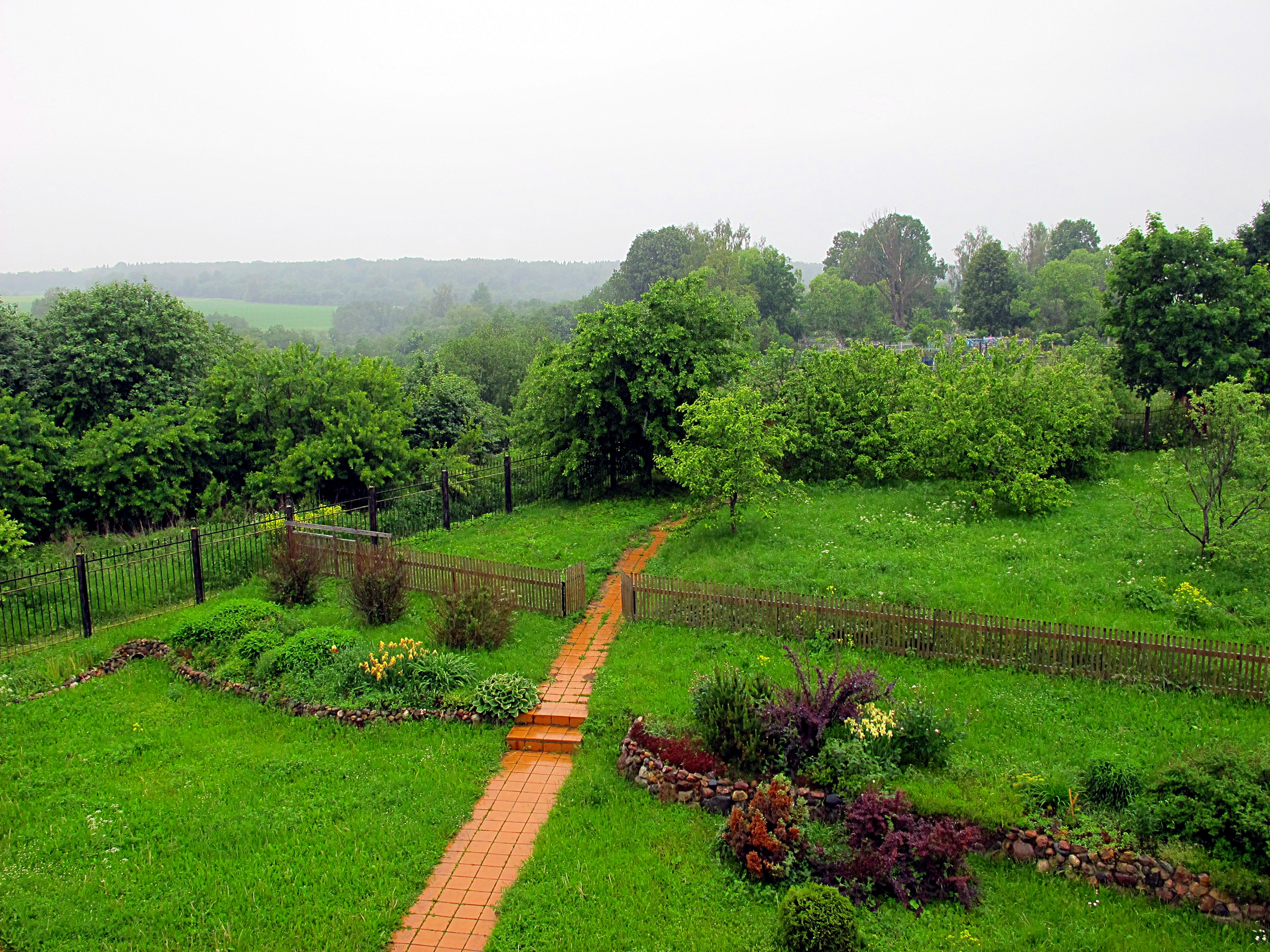
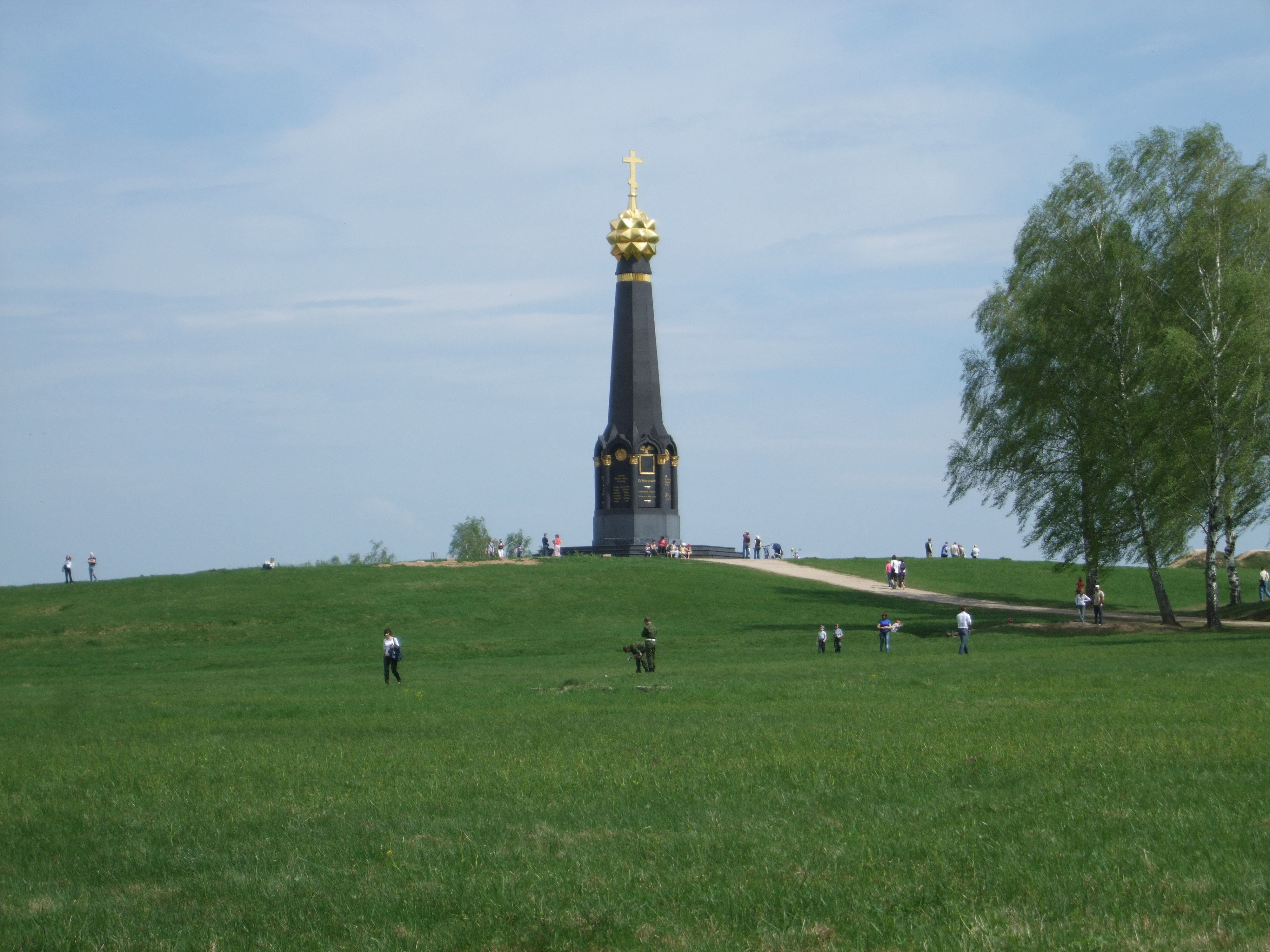
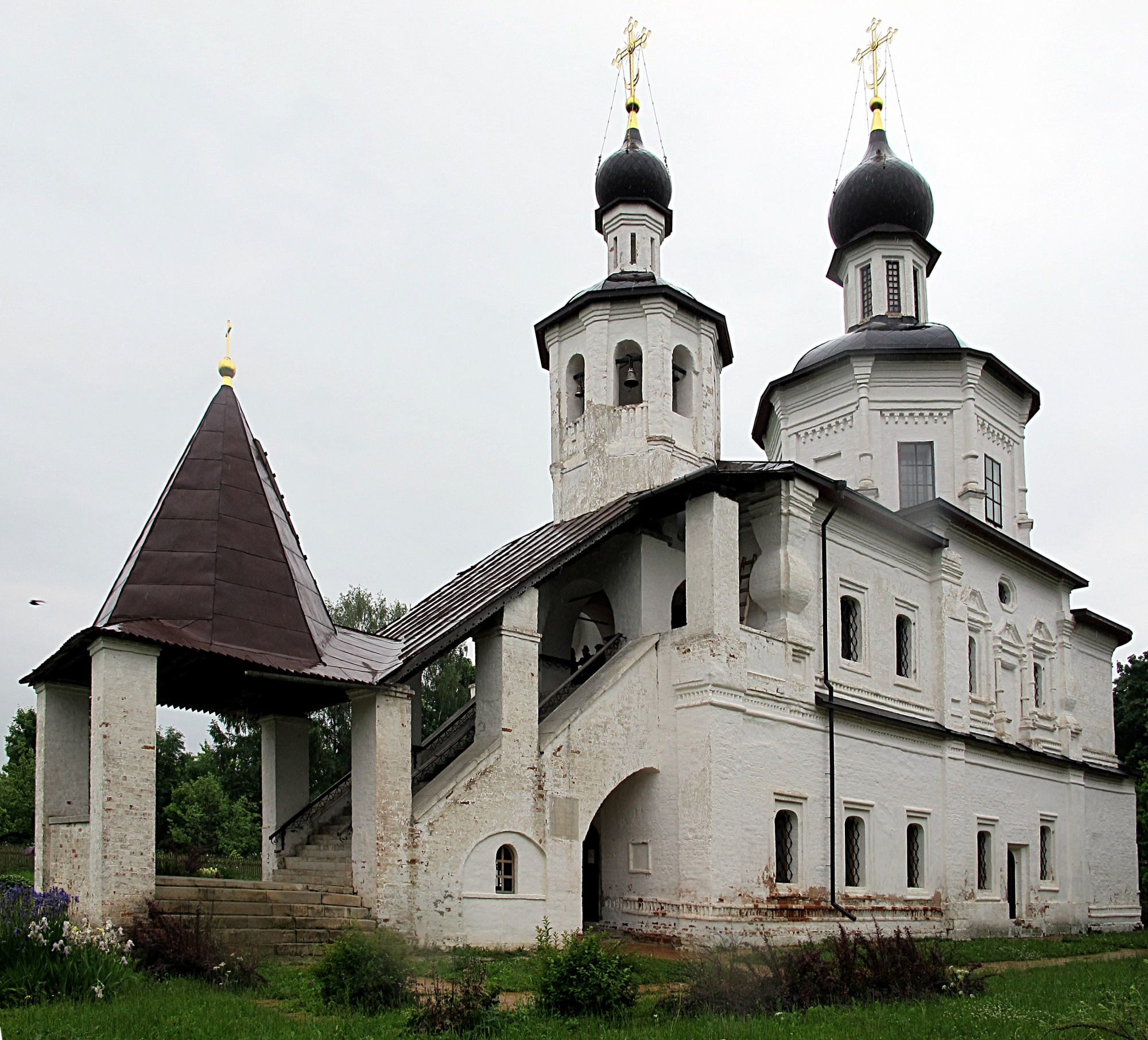
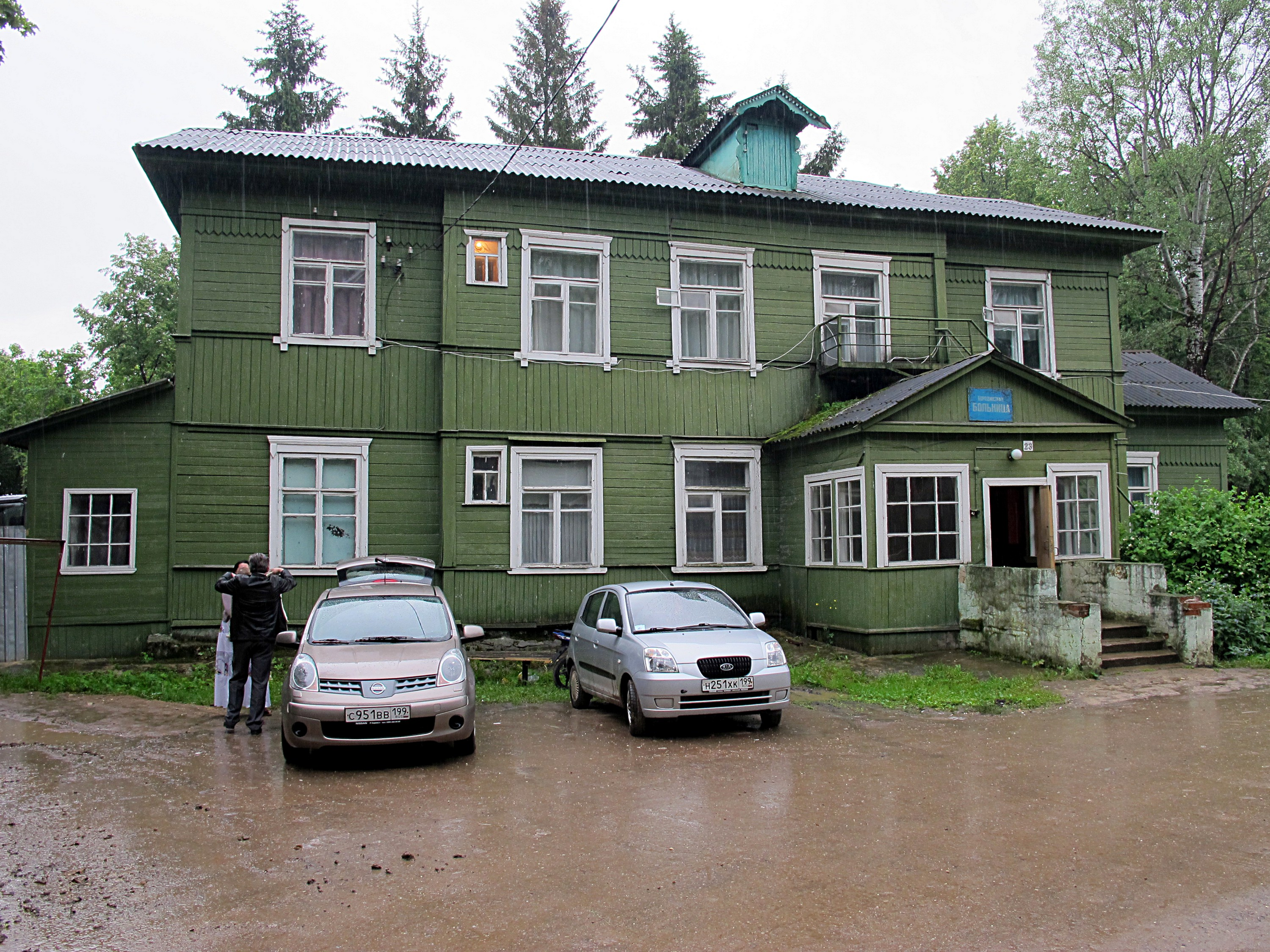